# 성기선 (1968년)

성기선은 대한민국의 지휘자이다. 서울예고 재학 중인 1984년, 서울시 청소년 교향악단을 세종문화회관에서 지휘하여 데뷔 연주를 가진 이래, Washington National Symphony, New Jersey Symphony, Cincinnati Chamber Orchestra, Nova Filharmonica Portuguesa, Lisbon Metropolitan Orchestra, Curtis Orchestra, New Amsterdam Symphony, Carlos Chavez Sinfonica, Silesian State Opera 등 외국의 여러 교향악단을 비롯하여 국내의 대부분의 주요 교향악단을 객원지휘 하였다. 2005년과 2008년 교향악축제에서 KBS 교향악단, 2007년 교향악축제에서는 군포 프라임 필하모닉오케스트라를 지휘하였다. 2000년에는 Kennedy Center에서 Washington National Symphony를 지휘하였고 1999-2000년 시즌에는 시카고 심포니의 음악감독인 거장 다니엘 바렌보임에 의해 동오케스트라의 Apprentice Conductor로 발탁되어 시카고 심포니, 시카고 시빅 오케스트라를 지휘하였다. 1991년에는 최연소 참가자로서 포르투갈에서 열린 국제 청년 지휘자 콩쿠르에서 입상하였으며 부상으로 리스본에서 네차례의 연주를 가졌다. 성기선은 서울예고와 서울음대를 졸업 후 도미, 줄리어드 음악학교 대학원과 커티스 음악원 지휘과를 졸업하였다. 지휘를 박은성, Otto Werner-Mueller, 비올라를 김용윤, 백혜영, Karen Tuttle에게 사사하였으며 이후 피에르 몽퇴스쿨, 시에나의 키지아나, 아스펜 여름음악제 등에 참가하여 Charles Bruck, Yuri Temirkanov, David Zinmann등을 사사하였고 연주회를 가졌다. 2010년 예술의전당에서 가진 Ensemble MusicNow(앙상블 뮤직나우)의 창단연주회는 여러 장르를 결합한 실험적인 시도로 주목을 받았으며 2009-2010년 예술의전당 청소년 음악회의 지휘를 맡은 바 있다. 2004년 문화관광부에서 수여하는 "오늘의 젊은 예술가상"을 수상하였고, 미국 뉴욕에서 줄리어드 음대 예비학교 지휘자와 뉴욕 신포니에타의 음악감독을 역임하였으며, 현재 이화여대 음대 교수로 재직 중이다.